# مکس مایر
مکسیمیلیان مایر (آلمانی: Maximilian Meyer؛ زادهٔ ۱۸ سپتامبر ۱۹۹۵) بازیکن فوتبال اهل آلمان است که به عنوان هافبک در اورتون بازی می‌کند.

## حرفه باشگاهی

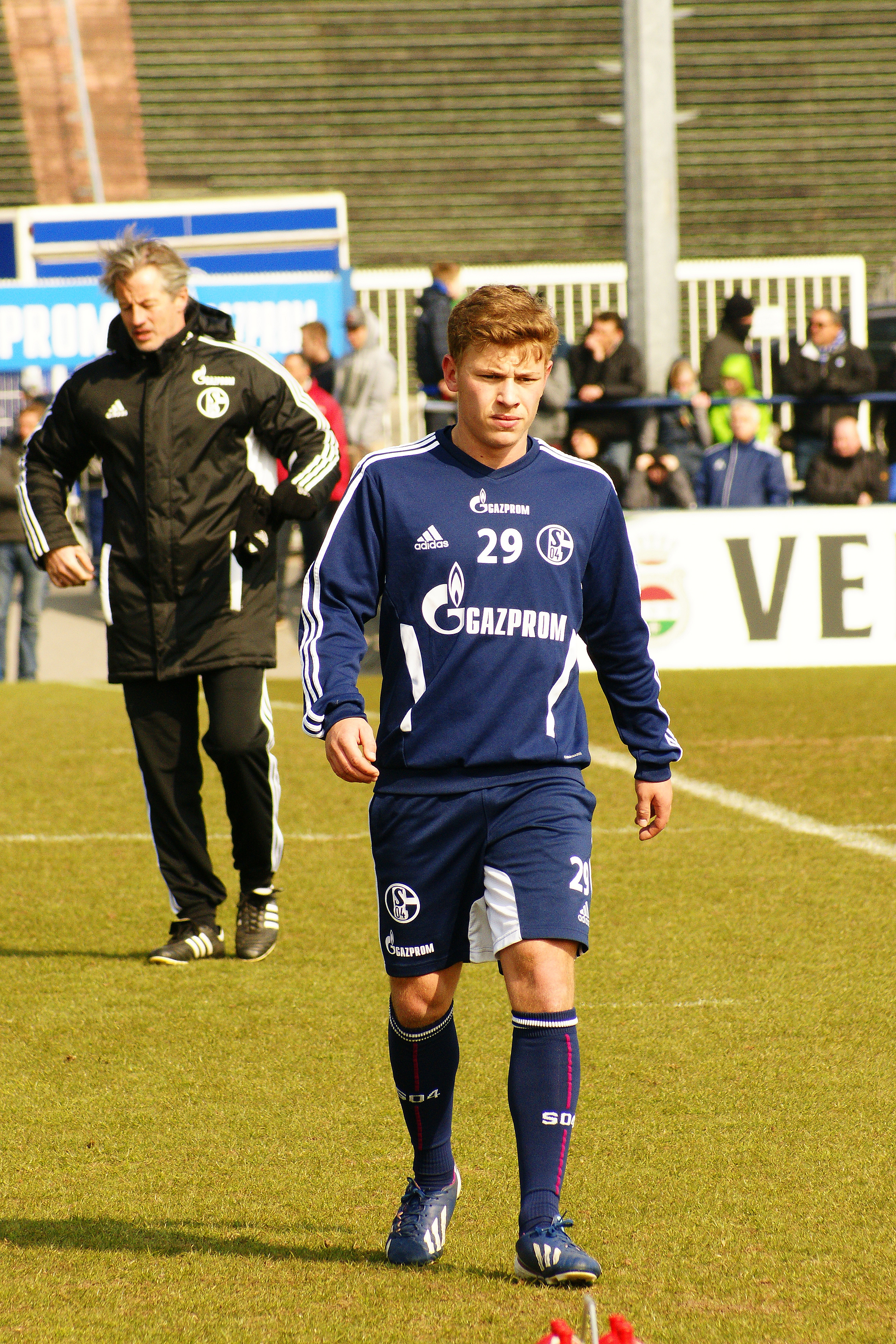
مکسیمیلیان مایر در سال ۲۰۱۳

### آغاز حرفه و شالکه ۰۴
مایر کار خود را در باشگاه شهر خودش (اوبرهاوزن) شروع کرد. وی در سال ۲۰۰۴ با انتقالی رایگان به باشگاه MSV Duisburg رفت. در سال ۲۰۰۹، او به تیم جوانان شالکه ۰۴ منتقل شد. با تیم شالکه زیر ۱۹ سال، او در مسابقات قهرمانی زیر ۱۹ سال آلمان در مقابل بایرن مونیخ با پیروزی ۲–۱ در فینال برنده شدند. در فصل ۲۰۱۱–۱۲، مایر ۱۵ بازی برای تیم زیر۱۹ ساله‌های شالکه انجام داد و ۱۱ گل به ثمر رساند. این باعث شد که او دومین گلزن باشگاه، پس از تامو سختتر باشد. به لطف عملکرد مایر، هورست هلت، مدیر کل باشگاه شالکه ۰۴، با او تا سال ۲۰۱۵ قراردادی حرفه‌ای امضا کرد

#### فصل ۱۳–۲۰۱۲
پس از انتقال لوویس هولتبی به تاتنهام هاستپر و مصدومیت چندین بازیکن اصلی شالکه، مایر فرصت بودن در ترکیب ثابت شالکه در بوندسلیگا و لیگ قهرمانان اروپا را پیدا کرد. وی در ۹ فوریه ۲۰۱۳ در بازی مقابل بایرن مونیخ، با عملکرد درخشانش بازی باخته را مساوی کرد.

#### فصل ۱۴–۲۰۱۳
در فصل ۱۴–۲۰۱۳ مایر شماره پیراهن ۷ را برتن می‌کرد، این شماره آخرین بار توسط رائول پوشیده شده بود. اولین بازی این فصل خود را مقابل تیم ولفسبورگ انجام داد. مایر اولین بازی خود در لیگ قهرمانان اروپا را مقابل باشگاه یونانی «PAOK» انجام داد و در آن بازی تعویض شد. وی اولین گل خود برای شالکه را در جام حذفی به ثمر رساند. پس از بازی قابل توجه اش مقابل چلسی، یکی از اهداف نقل و انتقالات چلسی در آن فصل شد که چلسی حاضر به پرداخت ۱۵ میلیون دلار برای این انتقال بود.
در ۳۰ نوامبر ۲۰۱۳ مایر قرارداد خود را تا ۳۰ ژوئن ۲۰۱۸ تمدید کرد.

#### فصل ۱۵–۲۰۱۴
شالکه در این فصل در آخرین بازی مرحله گروهی لیگ قهرمانان اروپا که به پیروزی نیاز داشت. مایر زننده آن گل بود که در یک‌هشتم نهایی شالکه در برابر رئال مادرید قرار گرفت. جایی که شالکه در ورزشگاه خانگی خود رئال را ۲ بر ۰ شکست داد و در بازی برگشت با نتیجه ۳–۴ از این تورنومنت حذف شدند.

## حرفه بین‌المللی

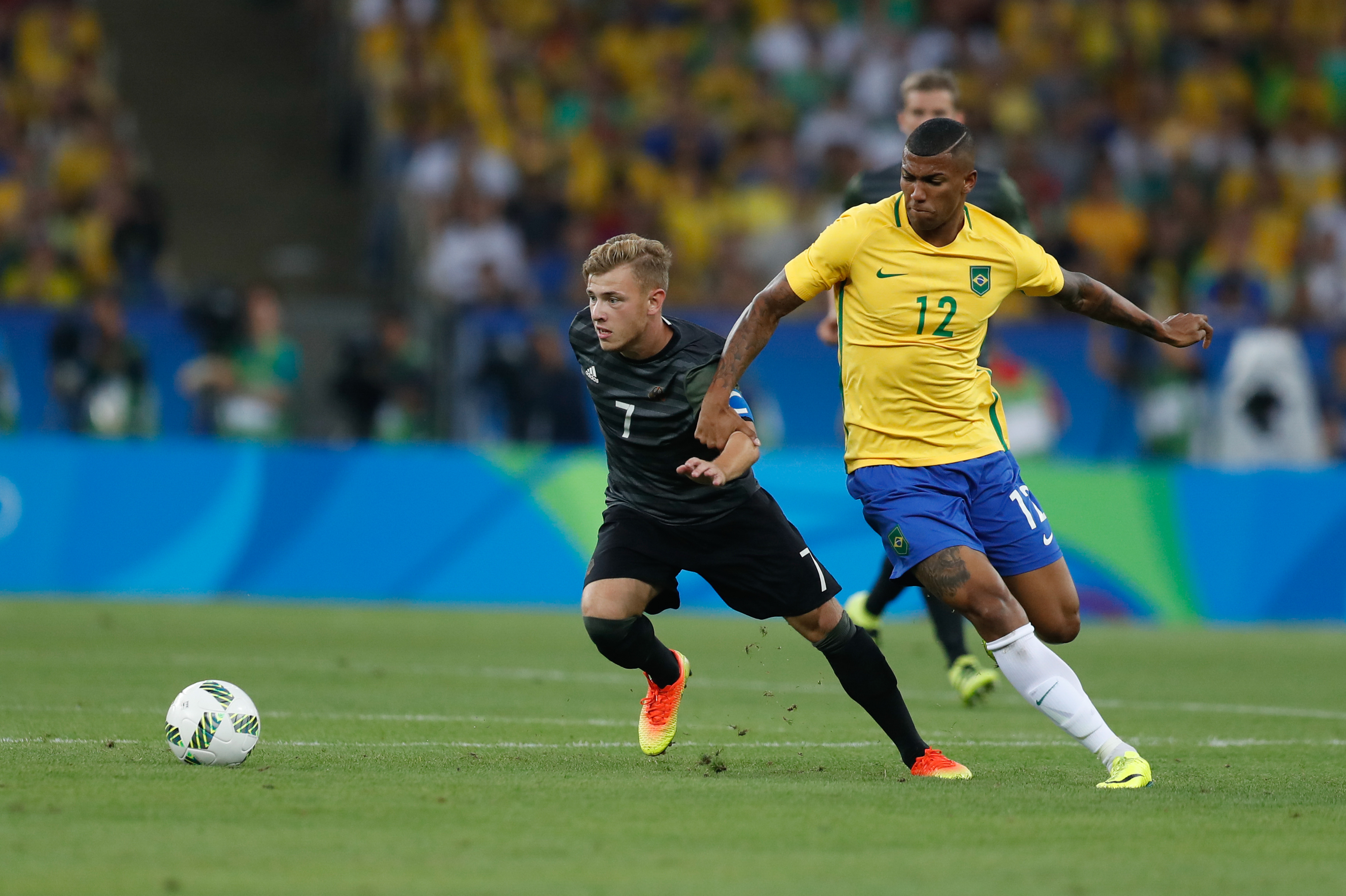
تیم ملی فوتبال برزیل مقابل آلمان

### تیم جوانان
مایر در ترکیب تیم زیر ۱۷ ساله‌های آلمان در مسابقات قهرمانی اروپا زیر ۱۷ سال حضور داشت. او برای رسیدن آلمان به فینال ۳ گل زد. با این حال مایر بهترین بازیکن و بهترین گلزن مسابقات بود. مایر سال ۲۰۱۲ برنده مدال فریتز والتر زیر ۱۷ سال شد.
وی اولین گل ملی خود برای تیم زیر ۱۹ ساله‌های آلمان را در یک بازی دوستانه برابر هلند به ثمر رساند.

### تیم اصلی آلمان
مایر در لیست بازیکنان زیر ۳۰ سال المان برای جام جهانی ۲۰۱۴ حضور داشت. در ۱۳ ماه مه ۲۰۱۴، او نخستین بازی خود را در برابر لهستان انجام داد. در ۳۱ اکتبر ۲۰۱۶، مایر گل اول خود را برای آلمان در یک پیروزی ۲–۰ مقابل فنلاند در استادیوم بورسیا پارک شهر مونشن گلادباخ گلزنی کرد. آن شب، شب خداحافظی کاپیتان تیم ملی آلمان، باستیان شوایناشتایگر بود.

### تیم المپیک ریو ۲۰۱۶
مکس در کنار هم تیمی و دوست صمیمی اش لئون گورتزکا در تیم ملی المان برای بازی‌های المپیک ریو انتخاب شد. پس از آنکه گورتزکا از ناحیه شانه مصدوم شد، مایر کاپیتان تیم شد. در فینال مقابل برزیل گل تساوی المان را زد تا در ضربات پنالتی تکلیف قهرمان مشخص شود، المان در مجموع ۴–۵ مغلوب برزیل شد و مایر و هم تیمی‌هایش به مدال نقره دست یافتند، در این رقابت‌ها مایر ۴ گل و ۳ پاس گل داد.

#### جام ملت‌های زیر ۲۱ سال اروپا ۲۰۱۷
مایر در این رقابت‌ها برای المان در لهستان بسیار خوش درخشید و در تیم منتخب تورنومنت قرار گرفت. وی توانست قهرمان این رقابت به همراه هم تیمی‌هایش شود.